# DIGIBooster Pro
DIGIBooster Pro – edytor muzyczny typu tracker dla AmigaOS, korzystający z systemu sterowników dźwięku AHI, jedna z najbardziej zaawansowanych aplikacji tego typu stworzonych na Amigę. Do 1999 roku program był rozwijany przez polskich programistów Tomasza oraz Waldemara Piastę, a następnie prawa do niego przejęła niemiecka firma APC&TCP.

## Rozwój
Jak dotąd (2009) ostatnia wydana wersja nosi numer 2.21. Po przejęciu praw do DIGIBoostera firma APC&TCP zapowiedziała, że program zostanie przepisany z asemblera na C, aby umożliwić jego przeportowanie na systemy oparte na procesorze PowerPC (przede wszystkim MorphOS). W 2004 r. ukazała się wersja beta demo programu dla systemów MorphOS i AmigaOS. Po kilku latach niepewności co do dalszego losu edytora, 19 stycznia 2009 r. pojawiła się oficjalna informacja, iż trwają prace nad wersją 3 programu.
Pierwszym zwiastunem DigiBoostera 3 stał się program DigiRoller wydany 30 maja 2009 roku. Jest to odtwarzacz modułów DigiBoostera Pro, umożliwiający też zgranie utworu do pliku WAVE lub AIFF. DigiRoller wykorzystuje nowy silnik syntezy dźwięku, z którego ma również korzystać DigiBooster 3. Program został przez wydawcę udostępniony jako freeware.
3 lutego 2014 roku ukazała się zapowiadana wersja 3.0 programu, dla systemów operacyjnych AmigaOS 3, AmigaOS 4 i MorphOS, dwie ostatnie wersje zostały skompilowane dla procesorów PowerPC.

## Podstawowe parametry
- maksymalnie 128 kanałów
- maksymalna długość patternu – 256 pozycji
- obwiednie głośności i panoramy
- efekty DSP czasu rzeczywistego – hall, reverb oraz echo
- możliwość kompresji sampli wykorzystanych w utworze przy użyciu algorytmu mp3
- prosty emulator automatu basowego Roland TB-303
- dwie komendy sterujące dźwiękiem na kanał

## Rozpoznawane formaty modułów
- Amiga
  - ProTracker
  - DIGIBooster
  - MED/Octamed
  - Oktalyzer

- PC
  - Fast Tracker
  - ScreamTracker

## Rozpoznawane formaty plików audio (sampli)
- IFF 8SVX
- IFF 16SV
- AIFF
- WAV

Program umożliwia także import plików audio w formatach MP2 i MP3 - opcja ta wymaga biblioteki mpega.library, nie będącej częścią pakietu.

## Formaty zapisu
- DIGI Booster Pro - pliki .dbm
- Fast Tracker II - pliki .xm
- ProTracker - pliki .mod